# دوري هونغ كونغ لكرة القدم 1987–88
دوري هونغ كونغ لكرة القدم 1987–88 هو الموسم 43 من دوري هونغ كونغ لكرة القدم ‏. كان عدد الأندية المشاركة فيه 9، وفاز فيه نادي جنوب الصين.